# ماكس غلاس
ماكس غلاس (بالألمانية: Max Glass)‏ هو كاتب ومنتج أفلام وكاتب سيناريو ومخرج نمساوي، ولد في 12 يونيو 1881 في Jarosław ‏ في بولندا، وتوفي في 18 يوليو 1965 في باريس في فرنسا.

## وصلات خارجية
- ماكس غلاس على موقع IMDb (الإنجليزية)
- ماكس غلاس على موقع ألو سيني (الفرنسية)
- ماكس غلاس على موقع أول موفي (الإنجليزية)
- ماكس غلاس على موقع قاعدة بيانات الأفلام السويدية (السويدية)
- ماكس غلاس على موقع قاعدة بيانات الفيلم (الإنجليزية)
- ماكس غلاس على موقع كينوبويسك (الروسية)